# باولو بيريرا دا سيلفا
باولو بيريرا دا سيلفا هو سياسي برازيلي، ولد في 25 يناير 1956 في Porecatu ‏ في البرازيل. نشط حزبياً في حزب العمل الديمقراطي. وقد انتخب النائب الاتحادي لساو باولو ‏ خلال فترته النيابية ‏ (1 فبراير 2019 – ) وانتخب عضو مجلس النواب البرازيلي ‏ عن دائرة São Paulo ‏ وقد انضم خلال فترته النيابية ‏ للكتلة البرلمانية Solidarity (Brazil) ‏.